# Topic model

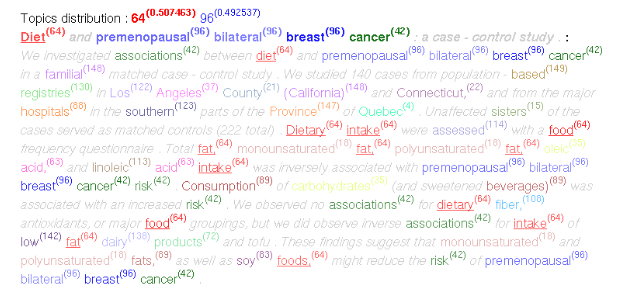
Visualisation du résumé d'un article scientifique traité par topic model. L'intensité de la couleur varie selon la probabilité d'appartenir au topic en question.

En apprentissage artificiel et en traitement automatique des langues, un topic model (modèle thématique ou « modèle de sujet ») est un modèle probabiliste permettant de déterminer des sujets ou thèmes abstraits dans une collection de documents.

## Exemples
- Analyse sémantique latente (LSA)
- Allocation de Dirichlet latente (LDA)
- Analyse sémantique latente probabiliste (PLSA)